# Croscherichia maceki
Croscherichia maceki es una especie de coleóptero de la familia Meloidae.

## Distribución geográfica
Habita en Irak.